# 本特礁灯塔

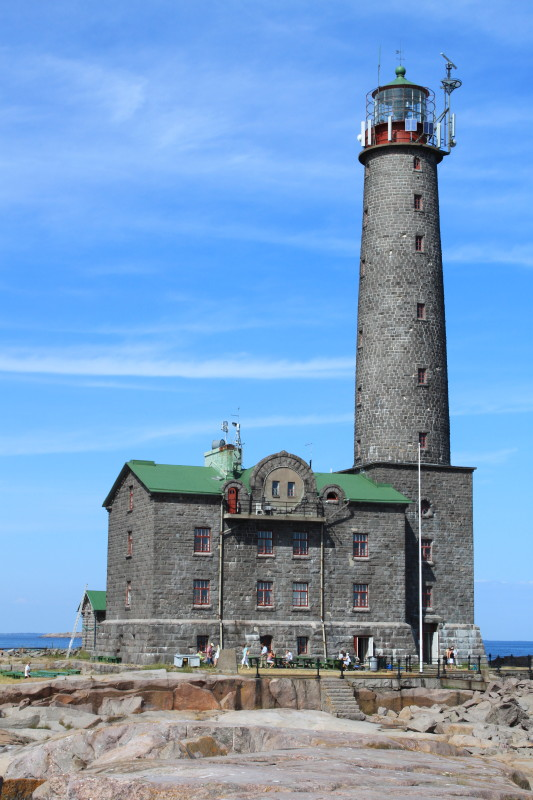
2010年时的本特礁灯塔

本特礁灯塔（芬蘭語：Bengtskärin majakka）位于芬兰汉科西南方向大约30公里处的群岛海中。1906年灯塔建成在本特礁上。灯塔顶部距离海平面有52米，为北欧国家中灯塔顶部距海平面最高的灯塔。一直以来曾有计划在那里建造灯塔，当1905年一艘蒸汽船从吕贝克开往赫尔辛基在附近触礁，导致几名船员困在船里淹没后，这突出了建造灯塔的迫切性，于是灯塔在次年就建成了。继续战争中驻守在汉科的苏联军队受到来自安置在该灯塔的芬兰观测站的干扰。在1941年的本特礁战役中苏联军队试图炸毁该灯塔，但芬兰军队挡住了苏军的攻击，灯塔仅受到轻微损伤。
现今本特礁灯塔为一著名的旅游景点，每年大约有13,000至15,000游客来造访。在那里有旅店房间，及一间由花岗岩建成的桑拿。